# Das Haus am Fluß (1986)
Das Haus am Fluß ist ein deutscher Spielfilm aus dem DEFA-Studio für Spielfilme von Roland Gräf aus dem Jahr 1986 nach der Novelle Der Russenpelz aus dem Jahr 1942 von Friedrich Wolf.

## Handlung
Erzählt wird von einer arbeitsamen deutschen Fischersfrau, die mit ihrer Familie, den beiden Töchtern Agnes und Lisbeth, Schwiegertochter Emmi sowie Schwiegersohn Jupp an einem großen Strom lebt. Es ist das Jahr 1942 und ihr Sohn Paul Voß, der von der Wehrmacht an der Ostfront eingesetzt wurde, schreibt ab und an einen Brief, in der Regel nicht mehr als ein Lebenszeichen.
Es beginnt damit, dass in dem Werk, in dem Jupp Eckert als Kranführer arbeitet, ausgerechnet sein Kran durch ein defektes Getriebe ausfällt. Die Art des Schadens lässt auf eine Sabotageaktion schließen und Jupp gehört mit zu den Verdächtigen. Doch der erhält von seinem Juniorchef Heinz Hüsgen ein gutes Zeugnis, denn dieser hat ein Auge auf dessen Frau Agnes, die im gleichen Betrieb als Reinigungskraft arbeitet, geworfen. Am Abend gibt es im Haus am Fluss einen Grund zu feiern. Piter Drießen, ein Frontkamerad Pauls, der sich auf Genesungsurlaub befindet, bringt Grüße von ihm und eine ukrainische Bauernbluse als Geschenk für Emmi.
Der Kranführer Jupp wird nun doch zur Wehrmacht eingezogen und an die Ostfront geschickt, muss aber Agnes versprechen, ihr im nächsten Urlaub einen Russenpelz mitzubringen. Zuvor erhält sie jedoch einen solchen auch schon von dem Juniorchef, der alles daran setzt mit ihr zu schlafen. Dazu gehören auch eine geschenkte Kette und die Versetzung in die Kantine als Bedienungskraft. Hier gelingt es ihm bei einer Feier, sie mit Hilfe seiner Verlobten Lena Brinken, herumzukriegen. Danach möchte Agnes nicht mehr daran erinnert werden, denn das schlechte Gewissen plagt sie. Heinz Hüsgen und Lena plagen derweil ganz andere Sorgen. Sie haben kurz vor dem Kriegseintritt der Amerikaner ihr dort angelegtes Geld auf eine Schweizer Bank transferiert, was nach deutschem Recht verboten ist. Um sich der drohenden Verfolgung zu entziehen, spenden sie das Geld dem Winterhilfswerk des Deutschen Volkes. Als der Seniorchef das erfährt, denn es handelt sich auch um sein Geld und er wusste nichts von der Transaktion, nimmt er sich das Leben.
Erneut besucht Piter Drießen das Haus am Fluss. Doch diesmal bringt er Mutter Voß und Emmi die Nachricht, dass ihr Sohn und Ehemann an der Front gefallen ist. Emmi verliert erst den Verstand und erhängt sich dann auf dem Dachboden. Der Krieg ist in das Haus eingezogen und es geht so weiter. Eines Tages steht Jupp an der Hauswand, als Agnes von der Arbeit kommt. Ihre Freude ist so groß, dass sie erst gar nicht bemerkt, dass ihm ein Bein und eine Hand fehlen. Doch sie will ihn auf jeden Fall gesund pflegen, muss aber erfahren, dass er in ein Genesungslazarett nach Frankreich verlegt werden soll. Agnes bittet ihren Juniorchef, ihn mit seinen Beziehungen davor zu bewahren. Deshalb soll er zu einem gemeinsamen Gespräch in das Fischerhaus kommen, doch sie nicht duzen. Heinz Hüsgen denkt aber nicht daran, betrinkt sich und erzählt alles, was ihr Mann nicht wissen soll. Als er den von Jupp mitgebrachten Pelzmantel entdeckt, bringt er auch die von ihm geschenkte Russenweste ins Gespräch. Im weiteren Streit kommt es dazu, dass Jupp verschiedene Erlebnisse erzählt, die mit den Gräueltaten der Wehrmacht in der Sowjetunion zusammen hängen, weshalb Hüsgen seine Waffe zieht und auf Jupp zielt. Das ist der Grund für Agnes, ihn zu erschlagen.
Mutter Voß und ihre Tochter Lisbeth entsorgen den Leichnam mit dem Fischerboot und den Russenpelz gleich mit. Agnes bringt ihren Mann noch einige Meter auf dem Weg ins Genesungslazarett und geht zurück zum Haus.

## Produktion
Das Haus am Fluß wurde von der Künstlerischen Arbeitsgruppe „Roter Kreis“ unter dem Arbeitstitel Russenpelz auf ORWO-Color gedreht und hatte seine Uraufführung am 16. Januar 1986 im Berliner Kino International. Im Fernsehen der DDR wurde der Film das erste Mal am 25. August 1987 im 2. Programm gezeigt.
Die Dramaturgie lag in den Händen von Christel Gräf.

## Kritik
Helmut Ullrich äußerte sich in der Neuen Zeit folgendermaßen:

„Das Haus am Fluß ist ein Film von großer Vielschichtigkeit. Er steht in der DEFA-Tradition der Auseinandersetzung mit dem Faschismus, und er fügt ihr neue Aspekte hinzu. Er zeigt die seelischen Zerstörungen und Verheerungen, die der Faschismus unter den Deutschen anrichtete. Er gibt die Psychologie einer Zeit, so konkret wie modellhaft allgemein.“

Horst Knietzsch schrieb im Neuen Deutschland:

„Von diesem Kinofilm geht die Faszination realistischer Kunst aus. Ein Stück der eigenen Geschichte wird durch ihn für die Gegenwart transparent gemacht. Emotional und rational werden Leute vorgestellt, die in einer Zeit in Deutschland lebten, liebten, litten und kämpften, die als Gewaltherrschaft der reaktionärsten, aggressivsten Kräfte des deutschen Monopolkapitals in die Geschichte einging.“

Das Lexikon des internationalen Films schreibt über den Film, dass er großartig gespielt und eindringlich durch die romantisch überhöhte Erzählweise auf Verallgemeinerbarkeit angelegt ist. Allerdings leidet der Film allenfalls etwas an seinem hölzernen Drehbuch."

## Auszeichnungen
- 1986: IV. Nationales Spielfilmfestival der DDR Karl-Marx-Stadt: Preis für einen Film als Gesamtwerk (ex aequo)
- 1986: IV. Nationales Spielfilmfestival der DDR Karl-Marx-Stadt: Preis für Kamera (Roland Dressel)
- 1986: IV. Nationales Spielfilmfestival der DDR Karl-Marx-Stadt: Preis für Musik (Günther Fischer)
- 1986: IV. Nationales Spielfilmfestival der DDR Karl-Marx-Stadt: Preis für Schnitt (Monika Schindler)
- 1987: Kritikerpreis „Die große Klappe“ der Sektion Theorie und Kritik des Verbandes der Film- und Fernsehschaffenden der DDR: Beste Darstellerin 1986 (Das Haus am Fluss, Der Traum vom Elch) für Katrin Sass